# Karapanã
Karapanã (Carapana, Carapanã, Carapanã-tapuia, Karapanã-tapúya, Karapanã-tapuya, Mextã, Mehtã, Karapaná-tapuyo, Muteamasa, Ukopinõpõna) /(karapanã-tapúya označava narod moskita ili "gente-mosquito"), pleme tucanoan Indijanaca s rijeke Caño Tí (pritok srednjeg Vaupésa) i gornje Papurí i Pirá-Paraná u Kolumbiji i u regijama São Gabriel i Pari-Cachoeira u Brazilu. 
Sastoje se od 8 podskupina. Ima ih oko 600 u Kolumbiji (1990 SIL) i oko 50 u Brazilu (1986 SIL) na rezervatima Terra Indígena Méria (općina Alvarães) i Terra Indígena Miratu (općina Uarini). Jezik (carapana, möxd´äa, mochda, moxdoa, karapaná) pripada skupini tatuyo.

## Vanjske poveznice
- Karapanã